# Colchester County
Colchester County ist ein County in der kanadischen Provinz Nova Scotia. Das County grenzt im Nordwesten an Cumberland County und im Nordosten an Pictou County. Im Süden liegt die Halifax Regional Municipality und im Südwesten Hants County. 
Der Name Colchester wurde 1780 übernommen, er ist von der Stadt Colchester in Essex abgeleitet. Vorher hieß der County Cobequid County, abgeleitet vom Mi'kmaq-Wort „Wagobagitk“, was so viel wie „die Bucht steigt steil an“ bedeutet, womit die angrenzende Cobequid Bay gemeint ist.
Das District Colchester, das früher Teil des Halifax County war, bekam County-Rechte im Jahr 1835. Drei Jahre später, im Jahre 1838, wurde eine eindeutige Grenze zwischen dem Cumberland County und dem Colchester County festgelegt. 1940 wurde die Gemeinde Parrsboro geteilt und ein Teil vom Colchester County annektiert. 1871 wurden die Grenzen zwischen den Countys Colchester und Hants sowie zwischen Colchester und Halifax festgelegt. 1880 wurde die Grenze zum Halifax County nochmals geändert. 1897 wurden letztlich einige Teile der Grenze zwischen Colchester und Cumberland County korrigiert.
Die Grenzfrage zwischen Colchester und Cumberland County wurde später wieder aufgeworfen und wurde Aufgabe einer Untersuchungskommission im Jahr 1946. Im Januar 1959 wurde der Bericht jedoch zu den Akten gelegt.

## Gemeinden
Im Colchester County gibt es die Towns Stewiacke und Truro sowie das Indianerreservat Millbrook 27. Alle anderen Ansiedlungen liegen als sogenannte incorporated villages in der Municipality of the County of Colchester, deren Verwaltung von der Countyverwaltung übernommen wird.